# NGC 2858
NGC 2858 is een spiraalvormig sterrenstelsel in het sterrenbeeld Waterslang. Het hemelobject werd op 3 maart 1864 ontdekt door de Duitse astronoom Albert Marth.

## Synoniemen
- UGC 4989
- MCG 1-24-17
- ZWG 34.40
- NPM1G +03.0212
- PGC 26556